# پوند لوکان
پوند لوکان (به انگلیسی: Luccan pound) (به زبان بومی: lira) یکای پول رایج در دوک نشین لوکا است.